# 文公 (晋)
文公（ぶんこう）は、中国春秋時代の晋の君主。姓は姫、諱は重耳（ちょうじ）、諡は文。晋の公子であったが、国内の内紛をさけて19年間諸国を放浪したのち、帰国して君主となって天下の覇権を握り、斉の桓公と並んで斉桓晋文と称され、春秋五覇の代表格とされる。

## 生涯

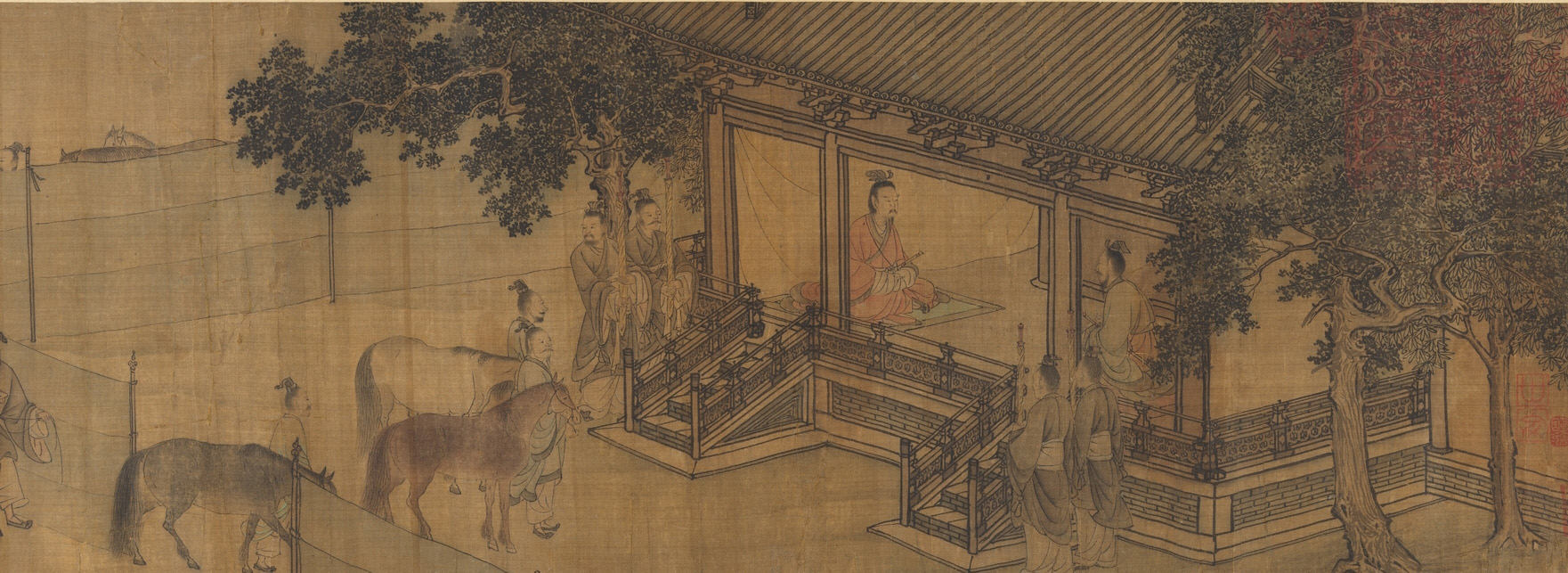
文公

### 晋の公子
重耳の家系は元は晋の分家筋であったが、武公の代に本家を滅ぼして自ら晋公となった。重耳は武公の子の献公と北方遊牧民族である狄（白狄）の大戎出身の狐突の娘の大戎狐姫のあいだに生まれた。献公には重耳の他に、太子とされていた異母兄の申生・異母弟の夷吾（後の恵公）などがいた。
若い頃より人材を好み、17歳の時に趙衰・狐偃・賈佗・先軫・魏犨らを傍に抱えていた。この者たちは後に重耳の覇業を大きく助けることになる。また大柄であり、父が太子であった頃から既に大人の体格をしていた。
申生・重耳・夷吾とも名声高かったが、献公の寵姫である驪姫は自らの息子の奚斉を跡継ぎにしようと陰謀を巡らす（驪姫の乱）。その一環として重耳も辺境である蒲の守備へと回され、首都から遠ざけられた。更に驪姫は申生を罠に嵌めて父毒殺未遂の汚名を着せ、申生を自殺させた。重耳に対しても宦官の勃鞮を派遣して自殺を迫った。重耳はこれを良しとせず逃亡を図り、これに勃鞮は切り付けたが袴のみしか掠らず、母の出身地である白狄への亡命に成功。夷吾もまた側近と共に国外へ亡命した。
白狄に亡命してきたときに、既に重耳は43歳であった。この亡命のときに、白狄族と敵対して破れた赤狄族の姉妹が重耳たちに差し出され、妹の季隗を重耳が娶り、姉の叔隗を趙衰が娶った。重耳は季隗との間に伯鯈・叔劉を儲けた。
白狄での亡命五年目の年に献公が薨去。驪姫らによって奚斉とその弟の卓子が晋公に建てられるが、その直後に里克らのクーデターにより驪姫らは皆殺しとなった。里克は重耳を晋公として迎え入れようと使者を出したが、重耳は殺されることを恐れて断った。次いで要請された夷吾は受け入れて帰国し、晋公の座に迎えられ恵公となる。
恵公は、未だ人気が高く、自らの位を脅かしえる重耳を後々の禍根と見た。里克ら重耳派と見られるものを粛清し、更に勃鞮を刺客として送った。しかしこれは、刺客が送られたことを知らせる者が居て、重耳の知ることになる。
これを聞いた重耳は「晋に近い小国に身を寄せたままでは危ないので、東方の大国である斉へ行こう。名宰相と称えられた管仲も死んだそうであるから、きっと人材を求めているだろう」と東へと旅立った。

### 放浪時代
出発に際して重耳は季隗に対して、「私を25年待ってくれ、それでも帰ってこなかったら再婚しなさい」と言い、季隗は笑って「25年も待ったら私の墓に植えた柏の木も大きくなっていることでしょう。でも私はあなたのことを待っています」と答えた。
一行はまず衛を目指した。衛の文公は一行を歓迎せず、一行は五鹿という土地で食料が尽き、地元の農民に食を乞うた。これに対して農民は器に土を盛って出した。重耳は激怒したが、趙衰に「土を得たということは、この土地を得るということです。拝して受けなさい」と言われ、重耳はその通りにした。
そのような事がありながらも旅を続け、一行は東の斉にたどり着いた。桓公はみすぼらしい亡命公子に過ぎない重耳に戦車20乗の馬（当時の戦車は四頭引きなので80頭）を贈り、また娘（「斉姜」と通称される）を重耳に娶わせ大いに歓待した。
斉に着いてから5年が経ち、その間に桓公は薨去し、その後継を巡って激しい内乱が起きていた。その中で重耳は既に斉で妻を持ったこともあり、斉を離れようとは思わなくなっていた。これに対して狐偃・趙衰らは重耳を連れて斉を出ることを計画する。この計画を斉姜の侍女が盗み聞きして斉姜に告げるが、斉姜は漏洩を恐れて侍女を殺し、重耳に早く斉を出るように促した。しかし重耳は聞く耳を持たなかった。そこで斉姜は狐偃たちと図り、重耳が酔ってしまった所を車に乗せ、無理やり斉から連れ出した。
酔いがさめた重耳は激怒して狐偃を殺そうとした。狐偃は「私を殺してあなたの大業が成るのなら望む所です」と答えた。重耳が「事が成らなかったら殺して肉を食うぞ」と言うと、狐偃は「事が成らなかったら私の肉は生臭くて食べられたものではないでしょう（手を下される前に責任を取って自殺します、という意味）」と答えた。
斉を出た一向は曹に入ったが、重耳が珍しい「一枚あばら」であることを聞きつけた共公に裸を見せるよう所望されるという無礼な扱いを受け、すぐに出国し宋に入った。宋は当時楚との戦争（泓水の戦い）に敗れたばかりであったが、襄公は重耳に対し国君の礼を持って迎え、桓公と同じく80頭の馬を贈り歓待した。しかし現状の宋では助力する余裕などないため、一行は楚を頼ることにした。その途中、鄭に寄ったが、ここでも鄭の文公らに冷遇された。
楚の成王は、亡命公子の重耳を同格の国の諸侯と同じ格式でもてなしたが、悪戯心から「もし貴方が国に帰り、晋の君主になることができたら、私に何をお返ししてくれるでしょうか?」と尋ねた。重耳は「もし王と戦うことになったら、軍を三舎（軍が3日で行軍する距離）退かせましょう」と答えた。これを聞いた成王の家臣の子玉は、亡命公子に過ぎないくせに楚王に向かって生意気であると憤り重耳を殺そうとしたが、成王は「天が興そうとするものをどうして止められようか」と子玉を止めた。

### 帰国
恵公14年（紀元前637年）、晋で恵公が死に、秦の人質となっていた恵公の太子圉（重耳の甥）が逃げ出し、晋公（懐公）の座に就いた。人質に勝手に逃げ出された秦の穆公は、前に恵公に恩を仇で返されたこともあって大いに怒り、重耳を晋公につけようと楚から呼んだ。
12月、晋の重臣達からも内々に請われた重耳は、秦軍を後ろにつけ晋に入る。晋軍は迎撃に出るが、評判の悪い恵公とその息子懐公についていこうとする者は少なく、戦ったのは側近の軍のみで、他の殆どの晋軍は重耳に付いて秦軍と共にこの側近の軍を滅ぼした。程なく重耳は晋公に就く（以下、文公とする）。実に62歳の新君主である。文公は天下経営に乗り出した。狄から先妻の季隗を迎えたが、長子の伯鯈と次子の叔劉は狄にとどまらせた。

### 覇者として
文公2年（紀元前635年）、反乱にあって逃亡してきた周の襄王を保護し都の反乱を鎮める。
文公5年（紀元前632年）、楚に攻められた宋を救援するため軍を発する。成王と対陣したが成王は分が悪いと見て軍を引き上げた。しかし楚軍の中でも子玉だけは退かず晋軍と決戦した。戦いが開始され、文公は約束通りまず全軍を三舎退かせた。その後一旦撤退し、城濮の地で子玉と対決しこれを打ち破った。これを城濮の戦いと呼び、これにより文公の覇者としての地位が決定付けられた。
文公9年（紀元前628年）12月、薨去。混乱の続いた晋を安定させ、覇業をもたらした功績から、重耳は諡号「文」を諡される。在位期間は9年と短いものの、その中で行った事は覇者の名にふさわしく、桓公と並んで春秋五覇の筆頭に数えられる。

## 家庭
父：
- 献公詭諸（第19代晋公）

兄弟：
- 申生（共太子）
- 恵公夷吾（第22代晋公）
- 奚斉（第20代晋公）
- 卓子（第21代晋公）
- 穆姫（秦の穆公の夫人）

妻子：
- 正室：文嬴 - 秦の穆公の娘
- 側室：偪姞（中国語版）（第2夫人） - 偪の出身
  - 子：襄公驩 - 第25代公
- 側室：季隗（中国語版）（第3夫人） - 赤狄族の出身
  - 子：伯鯈（中国語版）
  - 子：叔劉（中国語版）
- 側室：杜祁（第4夫人） - 杜の出身
  - 子：公子雍（中国語版）
- 側室：斉姜（第5夫人？） - 斉の出身
- 側室：秦の公女（第6夫人？）
- 側室：秦の公女（第7夫人？） - 姓名は不詳、前述の公女とは別人
- 側室：秦の公女（第8夫人？） - 姓名は不詳、前述の公女とは別人
- 側室：懐嬴（第9夫人） - 秦の穆公の娘、甥の懐公の夫人
  - 子：公子楽（中国語版）
- 妾：周女
  - 子：成公黒臀 - 第27代公
- 娘
  - 趙姫（趙衰の妻）

## 文公を扱った作品
- 海音寺潮五郎　『中国英傑伝』　1978年　文春文庫　初出は「オール讀物」1969年－1970年
- 宮城谷昌光 『重耳』講談社、1993年
- 陳舜臣 『中国の歴史〈1〉』 （講談社文庫―中国歴史シリーズ） ISBN 978-4061847828
  - 一般向の歴史解説書。史記の記載について、放浪中の文公を冷遇した者が後に晋に討たれ、文公を厚遇した者が晋に助けられている事から、話ができすぎるとして作為を疑う見解を述べている。

## 亡命生活を共にした人物
- 狐偃（咎犯）
- 狐毛
- 趙衰
- 介子推
- 先軫
- 胥臣（中国語版）
- 魏犨
- 顛頡